# Peter Belinfante
Peter Willem Belinfante (Den Haag, 8 oktober 1951 - Spijkenisse, 11 april 2010) was een Nederlandse politicus namens de VVD. Hij was jarenlang wethouder van Spijkenisse en is in het grootwinkelbedrijf werkzaam geweest.
Belinfante kwam in 1980 in Spijkenisse wonen en werd in september 1982 lid van de gemeenteraad, waarin hij tot aan zijn overlijden zitting zou hebben. Behalve raadslid was hij ook driemaal wethouder, direct aan het begin van zijn politieke loopbaan en twee aansluitende perioden rond de tweede helft van de jaren negentig. De eerste twee termijnen had hij sociale zaken, werkgelegenheid, volksgezondheid (en in de tweede ook volkshuisvesting) in zijn portefeuille, de laatste termijn ruimtelijke ordening, financiën en automatisering. Tussendoor leidde hij meestentijds de fractie van de VVD.
In het verlengde van zijn gemeentelijke politieke ambten was hij ook regionaal actief, op verkeers(veiligheids)- en vervoersgebied, in gemeenschappelijke regelingen en in de Stadsregio Rotterdam.
Peter Belinfante leed aan kanker, het verloop van deze ziekte werd hem uiteindelijk fataal, in het voorjaar van 2010 overleed hij op 58-jarige leeftijd hieraan.

## Onderscheiding
- Ridder in de Orde van Oranje-Nassau, 10 maart 2010